# Roupov
Roupov je obec v okrese Plzeň-jih v Plzeňském kraji. Leží zhruba sedm kilometrů jihozápadně od Přeštic. Žije zde 277 obyvatel.

## Historie
První písemná zmínka o vesnici pochází z roku 1250, ale její okolí je osídleno již od střední doby bronzové, jak dokládají mohylové nálezy v blízkém okolí obce. Ve 13. století byl také založen hrad Roupov, sídelní hrad pánů z Roupova. V roce 1427 byl obléhán husitskými vojsky a tehdejší majitel panství, Jan I. z Roupova, přešel na stranu husitů, aby zabránil dobytí a zničení hradu. Během husitských válek pánové z Roupova značně zbohatli, protože si rozdělili řadu církevních statků. Roku 1504 byla ves Roupov Janem III. z Roupova povýšena na městečko.
Jan IV. z Roupova se při přestavbě hradu v letech 1595–1598 natolik zadlužil, že musel roku 1607 hrad i s panstvím prodat Janovi z Klenové, z Janovic a na Žinkovech, horlivému katolíkovi a stoupenci císaře Ferdinanda II.
Další obléhání zažil hrad v dobách třicetileté války, kdy hrad oblehla švédská vojska. Dobýt hrad se jim nepodařilo a tak alespoň vypálili přilehlou obec. V roce 1704, po necelých sto letech v rukou pánů z Klenové, Roupov koupil Jan Jiří z Haubenu, který ho spojil s Červeným Poříčím. Nový majitel zahynul roku 1716 jako císařský generál v boji proti Turkům.

## Obyvatelstvo
| Rok            | 1869 | 1880 | 1890 | 1900 | 1910 | 1921 | 1930 | 1950 | 1961 | 1970 | 1980 | 1991 | 2001 | 2011 | 2021 |
| -------------- | ---- | ---- | ---- | ---- | ---- | ---- | ---- | ---- | ---- | ---- | ---- | ---- | ---- | ---- | ---- |
| Počet obyvatel | 536  | 588  | 544  | 569  | 637  | 584  | 606  | 415  | 421  | 374  | 319  | 253  | 252  | 257  | 271  |
| Počet domů     | 85   | 91   | 90   | 93   | 97   | 99   | 118  | 117  | 108  | 107  | 100  | 119  | 121  | 124  | 132  |

## Obecní správa
V letech 1850–1949 k obci patřily Horušany a v letech 1961–1990 také  Bolkov.

### Obecní symboly
Znak a vlajka byly obci uděleny rozhodnutím předsedy Poslanecké sněmovny Parlamentu České republiky dne 21. dubna 2020.

## Pamětihodnosti
- Na jihovýchodním okraji vesnice stojí zřícenina hradu Roupov založeného ve 13. století. Hrad prošel významnou přestavbou na konci 14. století, na které se podílela dvorská huť Václava IV. Dalšími přestavbami prošel během pozdní gotiky a renesance na konci 16. století. Zpustl až na konci 18. století a později byl poškozen lámáním stavebního kamene.[8]
- Mohylník Průhon, archeologické naleziště
- Kaple svaté Anny
- Roupovský tis – památný strom rostoucí v příkopu hradní zříceniny

## Galerie

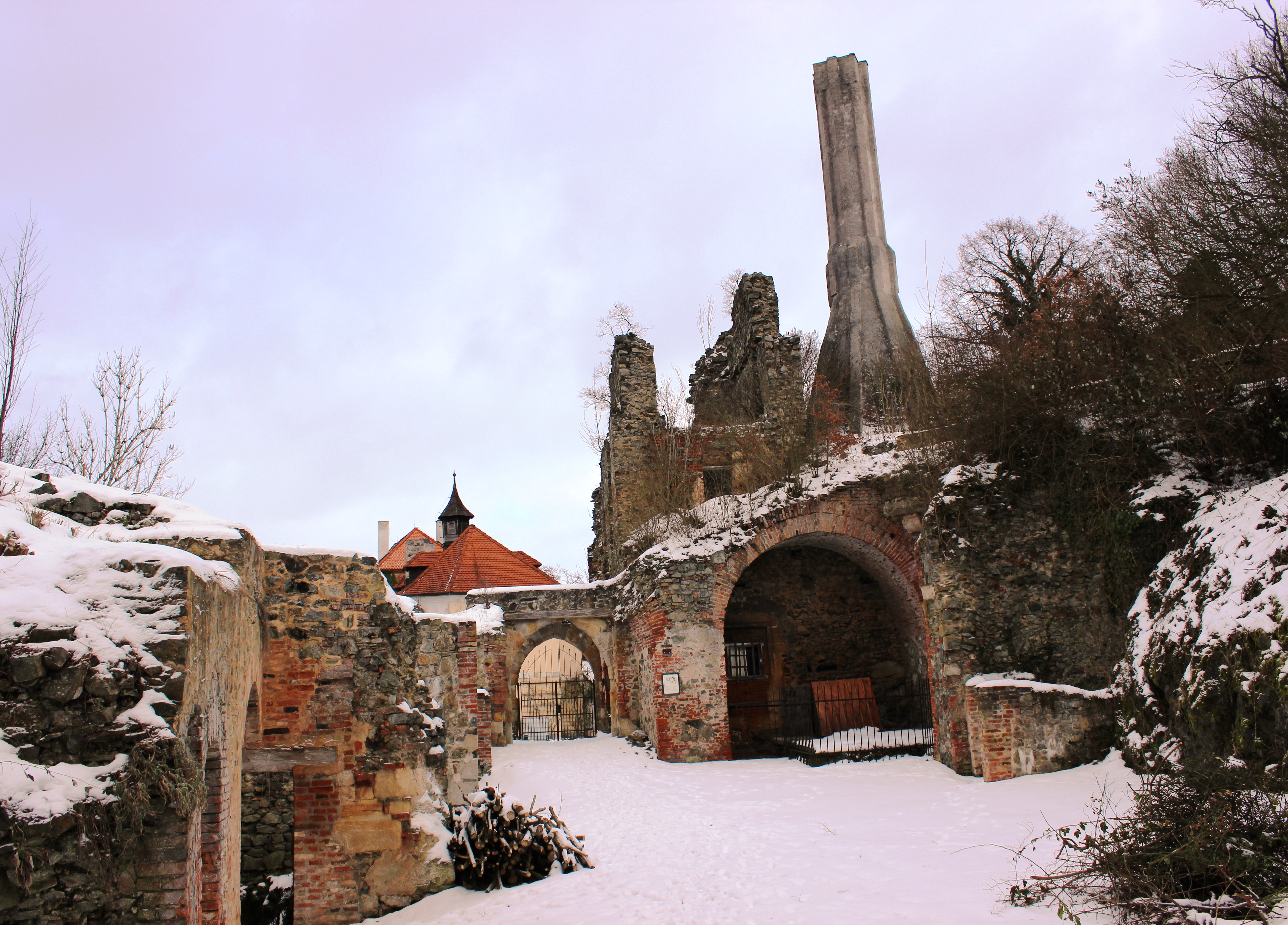
Zřícenina Roupov
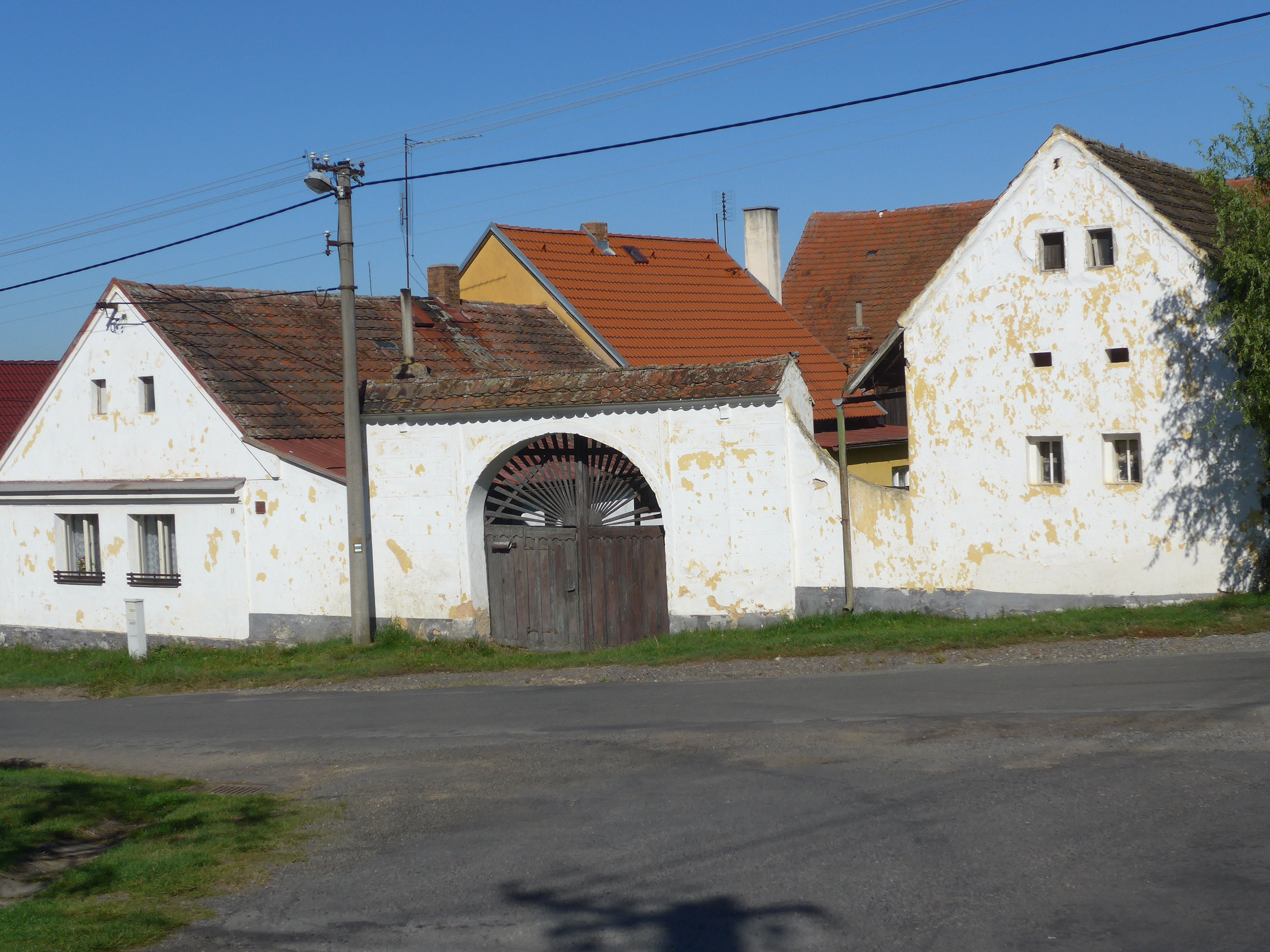
Selský statek čp. 11
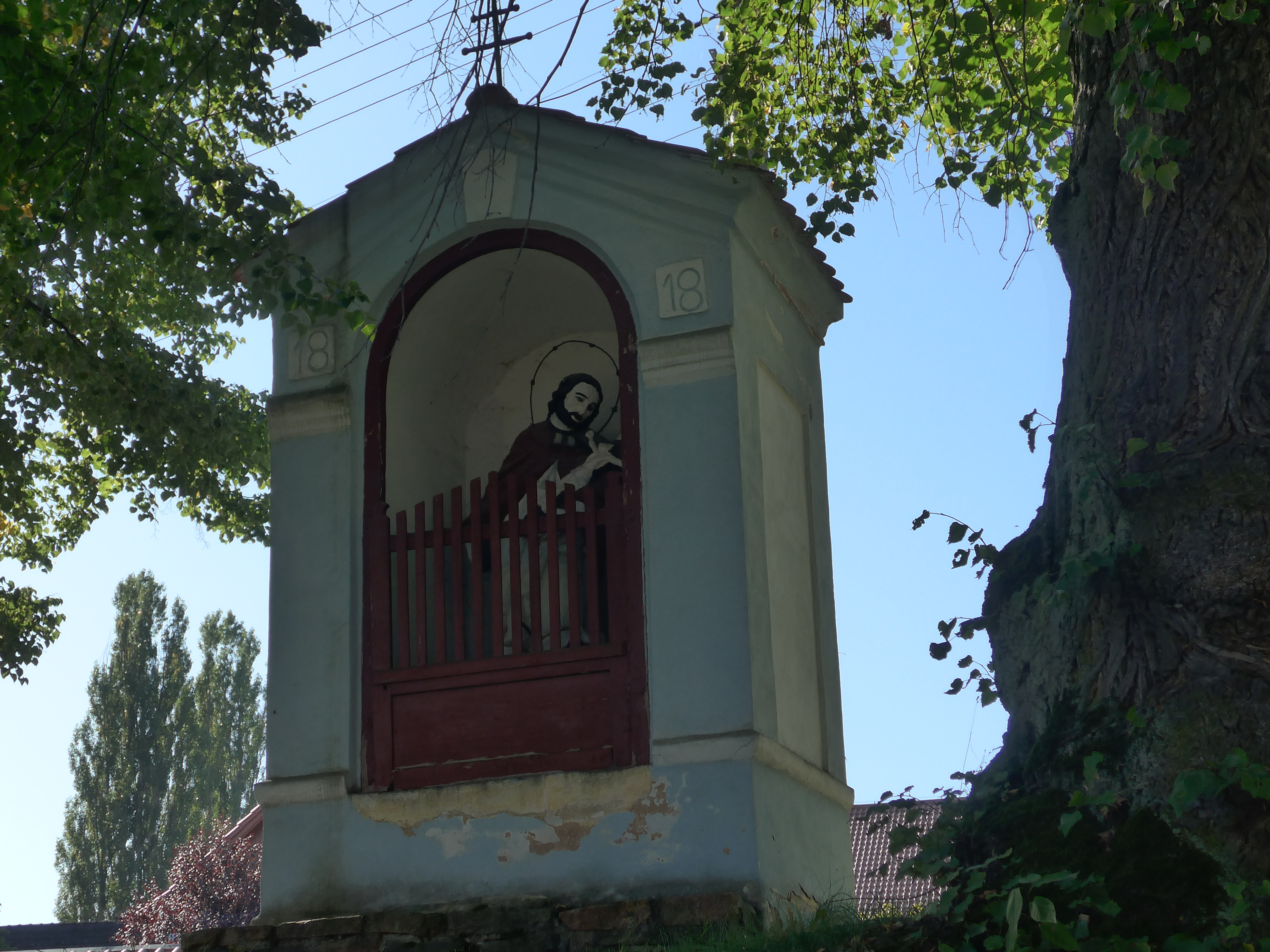
Kaplička se sochou svatého Jana Nepomuckého
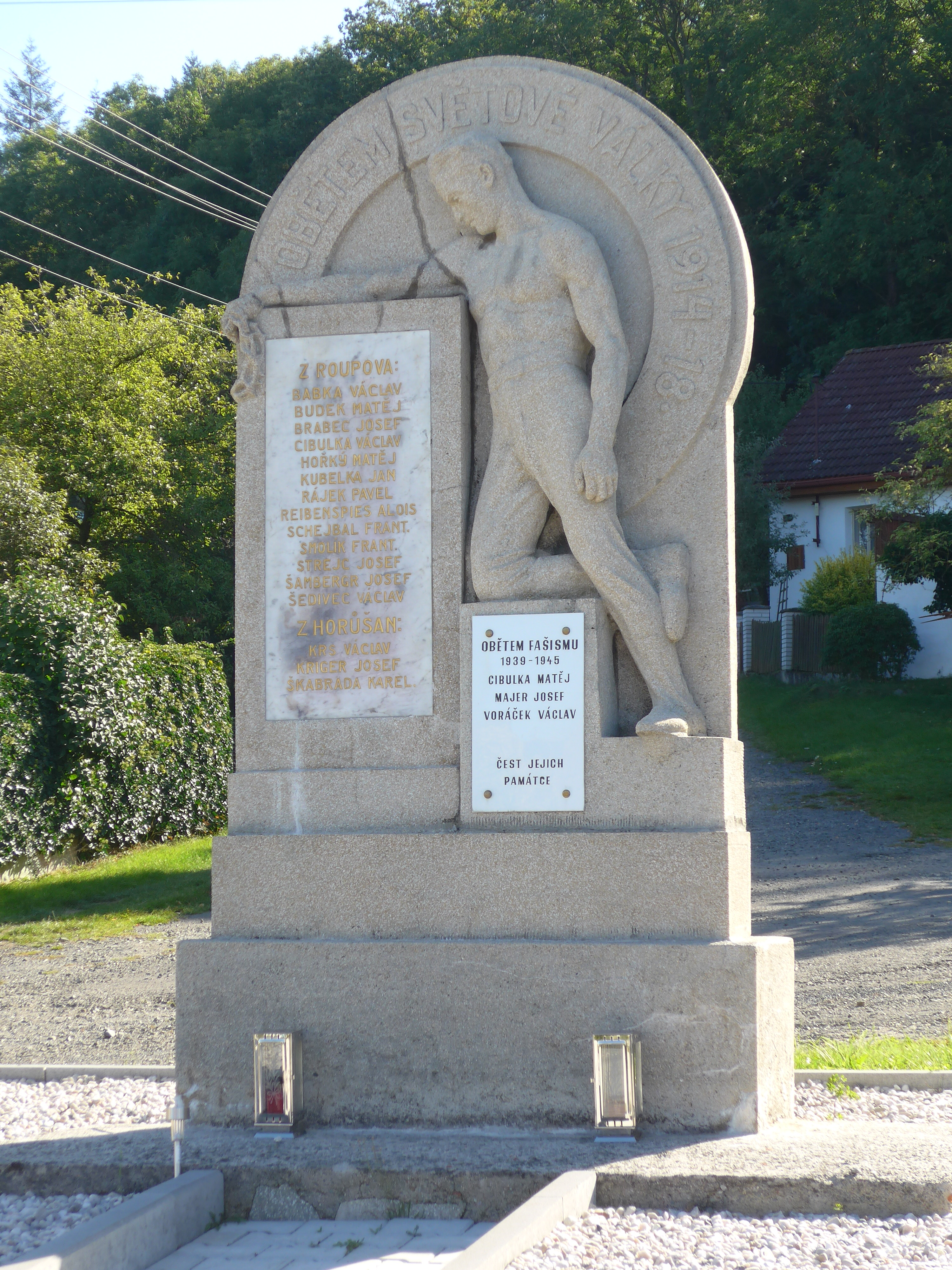
Pomník obětem první a druhé světové války
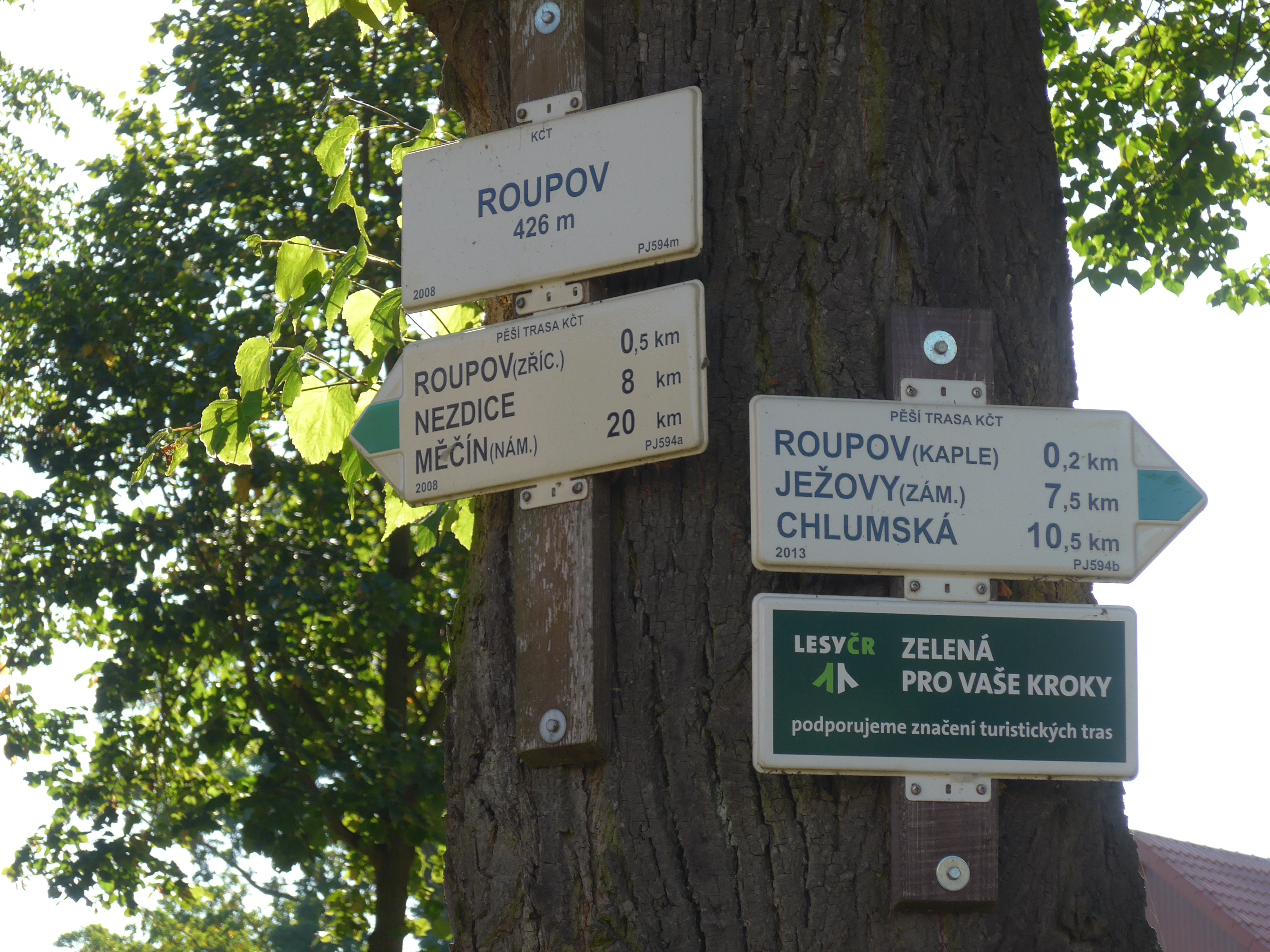
Turistický rozcestník u hlavní silnice